# Hurdleeffekten
Hurdleeffekten är en metod för att minska tillväxten av mikroorganismer genom att kombinera flera tillväxthämmande tekniker. Begränsning av tillväxt och tillämpning av hurdleeffekten är ofta viktigt inom livsmedelsindustrin. 
Vid konservering av livsmedelsprodukter kan ibland oönskade mikroorganismer passera tillväxthinder som finns i processen. Tillväxthindrande processer kan vara kylkonservering, sänkning av vattenaktiviteten, konservering med syra och användning av kemiska konserveringsmedel. Vid tillväxthämmande metoder påverkas ofta den yttre miljön som mikroorganismerna lever i. Det finns även alternativ som genom påverkan av PEF (pulsed electric fields) ger mikroorganismen skador på cellmembranet, vilket betyder att mikroorganismen dör. Genom att vid konservering kombinera olika tillväxthämmande metoder kan man se till att enskilda mikroorganismer inte lyckas passera flera hurdle (hinder).